# Даниловское (Калининский район)
Дани́ловское — деревня в Калининском районе Тверской области. Относится к Никулинскому сельскому поселению.
Расположена в 12 км к юго-западу от центра Твери на Старицком шоссе. Недалеко — река Тьмака.
В деревне — детский сад, Дом культуры, библиотека
, почта.

## История
Во второй половине XIX — начале XX века деревня Даниловское на Старицком почтовом тракте относилась к Никулинской волости Тверского уезда. По данным 1859 года в деревне 80 дворов, 572 жителя. В 1882—101 двор, 708 жителей, 2 ветряных мельницы, лавка, земская школа; жители занимались сельским хозяйством, выращиванием конопли, отходничеством, извозом, сбором пеньки, заготовкой меда и прочим. В 1920 году в деревне 845 жителей. В 1929 году в Даниловском организована сельхозартель им. Калинина.
С 1935 года Даниловское центр сельсовета в составе Калининского района Калининской области.
Во время Великой Отечественной войны (декабрь 1941 года), Даниловское часто упоминается в приказах во время боёв за освобождение города Калинина.

«29-й армии было приказано: обороняясь на торжокском направлении, главными силами в составе трех дивизий, во взаимодействии с 31-й армией, нанести удар на Даниловское, овладеть Калинином и в дальнейшем наступать на Тураево.» «Соединения 29-й армии перешли в наступление в 11 часов 5 декабря в общем направлении на Даниловское. Части 246-й (командир генерал-майор И. И. Мельников) и 252-й (командир полковник А. А. Забалуев) стрелковых дивизий, переправившись к 14 часам по льду через Волгу, вышли на дорогу Красново — Мигалово. Дальнейшего развития наступление не получило.»— [militera.lib.ru/memo/russian/sb_na_pravom_flange_moskovskoy_bitvy/04.html На правом фланге Московской битвы]
В деревне установлен обелиск советским воинам, погибшим в Великой Отечественной войне.
В 1997 году — 183 хозяйства, 459 жителей, центральная усадьба колхоза «Даниловское», начальная школа, магазин, ДК, библиотека, почта, детсад.